# セドリック・ギボンズ
オースティン・セドリック・ギボンズ（Austin Cedric Gibbons, 1893年3月23日 - 1960年7月26日）は、アイルランド系アメリカ人の美術監督である。1919年から1956年まで活動し、アカデミー美術賞を11回受賞した。オスカー像のデザインでも知られる。

## 経歴
アイルランドのダブリンで生まれ、アート・スチューデンツ・リーグ・オブ・ニューヨークで学んだ。
映画芸術科学アカデミーの36名の創設会員のうち一人として知られ、自身はアカデミー美術賞に39回ノミネートされ、11回受賞している。これは、アカデミー賞全体として見てもウォルト・ディズニーの26回受賞に次ぐ記録である。
生涯で1000本以上の映画にクレジットされている。

## 私生活
1930年に女優のドロレス・デル・リオと結婚し、1941年に離婚する。その後はヘイゼル・ブルックスと再婚する。
姪は俳優のゲイリー・クーパーの妻のヴェロニカ・クーパー、遠縁にロックバンドのZZトップのビル・ギボンズがいる。

## 主な作品
- The Bridge of San Luis Rey (1929)
- 類猿人ターザン Tarzan the Ape Man (1932)
- When Ladies Meet (1933)
- メリィ・ウィドウ The Merry Widow (1934)
- ロミオとジュリエット Romeo and Juliet (1936)
- 巨星ジーグフェルド The Great Ziegfeld (1936)
- 征服 Conquest (1937)
- マリー・アントアネットの生涯 Marie Antoinette (1938)
- オズの魔法使 The Wizard of Oz (1939)
- ニュウ・ムウン New Moon (1940)
- Bitter Sweet (1940)
- 高慢と偏見 Pride and Prejudice (1940)
- 塵に咲く花 Blossoms in the Dust (1941)
- When Ladies Meet (1941)
- 心の旅路 Random Harvest (1942)
- キュリー夫人 Madame Curie (1943)
- Thousands Cheer (1943)
- ガス燈 Gaslight (1944)
- キスメット Kismet (1944)
- 緑園の天使 National Velvet (1944)
- ドリアン・グレイの肖像 The Picture of Dorian Gray (1945)
- 子鹿物語 The Yearling (1946)
- ボヴァリー夫人 Madame Bovary (1949)
- 若草物語 Little Women (1949)
- アニーよ銃をとれ Annie Get Your Gun (1950)
- 赤きダニューブ The Red Danube (1950)
- 巴里のアメリカ人 An American in Paris (1951)
- クォ・ヴァディス Quo Vadis (1951)
- Too Young to Kiss (1951)
- 悪人と美女 The Bad and the Beautiful (1952)
- メリイ・ウィドウ The Merry Widow (1952)
- ジュリアス・シーザー Julius Caesar (1953)
- リリー Lili (1953)
- 三つの恋の物語 The Story of Three Loves (1953)
- 悲恋の王女エリザベス Young Bess (1953)
- ブリガドーン Brigadoon (1954)
- 重役室 Executive Suite (1954)
- 暴力教室 Blackboard Jungle (1955)
- 明日泣く I'll Cry Tomorrow (1955)
- 炎の人ゴッホ Lust for Life (1956)
- 禁断の惑星 Forbidden Planet (1956)
- 傷だらけの栄光 Somebody Up There Likes Me (1957)

### 監督
- ターザンの復讐 Tarzan and His Mate (1934)